# Mount Victor
Mount Victor (französisch Mont Victor) ist mit 2590 m der höchste Berg der Belgica Mountains im ostantarktischen Königin-Maud-Land. Er ragt zwischen dem Mount Van Mieghem und dem Mount Boë auf.
Teilnehmer der Belgischen Antarktis-Expedition 1957/58 unter Gaston de Gerlache de Gomery (1919–2006) entdeckten ihn. Namensgeber ist der französische Polarforscher Paul-Émile Victor (1907–1995), welcher der Expedition beratend zur Seite stand.